# Hayamiellina constans
Hayamiellina constans är en mossdjursart som beskrevs av Grischenko och Gordon 2004. Hayamiellina constans ingår i släktet Hayamiellina och familjen Cribrilinidae. Inga underarter finns listade i Catalogue of Life.